# Угам-Чаткальский национальный парк
Угам-Чаткальский государственный природный национальный парк  — национальный парк в Ташкентской области Узбекистана. Администрация парка находится в городе Газалкент.
Открыт в 1990 году. Находится на горных отрогах Западного Тянь-Шаня. Занимает площадь 574,6 тыс. га, из них поливные земли — 1,61 тыс. га, лесные — 56,4 тыс. га, пастбища и сенокосы занимают 177,3 тыс. га, скалы и оголённые склоны — 329,4 тыс. га. В окрестностях посёлка Обирахмат (Аурахмат) в 2003 году на берегу реки Пальтау (правый приток Чаткала) в гроте Оби-Рахмат (41°34’08,8" с. ш., 70°08’00,3" в. д.) в среднепалеолитическом слое были найдены нескольких зубов и множество фрагментов черепа мальчика 9—12 лет, похожего и на неандертальца, и на кроманьонца. Возраст останков — не менее 50 тысяч лет.

## Флора и фауна парка
На территории парка определено не менее 2200 видов растений — от Туранской пустынной флоры до высокогорной флоры Памиро-Алая. Парк расположен на пяти растительных поясах:
- 700—1200 м — эфемерово-эфемероидная растительность
- 1200—1500 м — листопадно-древесно-кустарниковая растительность
- 1500—2300 м — арчевники
- 2300—2800 м — растительность колючеподушечников и горных степей
- выше 2800 м — альпийская растительность

Среди встречающихся растений наиболее распространены семейства: Астровые (сложноцветные) (Asteraceae), Мотыльковые (бобовые) (Fabaceae), Мятликовые (злаковые) (Роасеае). Суперполиморфными родами являются: Astragalus, Allium, Cousinia.
Фауна представлена 280 видами животных, из которых: млекопитающие — 44 вида; птицы — более 200; рептилии — 16; амфибии — 2; рыбы — 20. Большая часть Угам-Чаткальского национального парка является единой горной экосистемой бассейна реки Чирчик.

## Ландшафт
В ландшафтоведении парка выделяют несколько физико-географических комплексов:
- Ландшафт широких речных террас и склонов средневысотных гор охватывает всю долинную часть Пскема и привязанные к ней нижние части склонов средневысотных гор.
- Ландшафт сильнорасчлененных гор с эфемероидными пырейниками типичен в нижней части средневысотных сильнорасчлененных гор к западу от горного массива Кызылнура.
- Ландшафт сильнорасчлененных склонов средневысотных гор с арчевниками характерен на склонах Угамского, Пскемского, Коксуиского и Чаткальского хребтов, в пределах абсолютных отметок от 1200—1400 до 2000—2500 м.
- Высокогорный ландшафт с альпийскими низкотравными лугами, кобрезниками и типчаковниками расположен в наиболее высоких участках водоразделов Угамского, Пскемского и Коксуиского хребтов. Они находятся в пределах субальпийского и альпийского поясов (до 3500 м).
- Высокогорный ландшафт с фрагментами криофитных лугов, степей и подушечников в наиболее высокогорной части верховьев реки Пскем.